# Dulovce
Dulovce (węg. Újgyalla) – wieś i gmina (obec) w powiecie Komárno w kraju nitrzańskim na Słowacji, sama wieś pierwszy raz wzmiankowana w 1356 roku.
W 2011 roku populacja wynosiła 1813 osób, 82,40% mieszkańców stanowili Słowacy, 10,76% Romowie, 2,54% Węgrzy.